# クリスティ・ブリンクリー
クリスティ・ブリンクリー（Christie Brinkley 1954年2月2日- ）は、アメリカ合衆国のスーパーモデル、女優。ミシガン州モンロー出身。
1970年代後半より知られるようになり、スポーツ・イラストレイテッドが発行するSports Illustrated Swimsuit Issueの表紙に1979年から1981年まで3年連続で起用された。30年以上に渡り、アルーレ、PLAYBOY、メンズヘルスでモデルを務めている。
2008年現在で主に不動産として8000万ドルの資産を保有している。2012年2月にはデイリー・メールにより、世界で裕福なモデル20人の第3位にランクされた。
4回結婚しており、その1人、ビリー・ジョエルのミュージック･ビデオに何度か出演している。2008年に4度目の離婚をしている。
アメリカの恋人と呼ばれた。

## 経歴
マージョリー・ハドソンとハーバート・マドソンの間に生まれた。母親が脚本家のドン・ブリンクリーと結婚したことから彼女も改姓した。カリフォルニア州ブレントウッドで過ごし、パシフィック・パラセイズの高校に通い、1972年に卒業した。Lycée Français de Los Angelesで学んだ後、アートを学ぶため、1973年、パリの芸術学校に入学した。
1973年、パリの郵便局でアメリカ人カメラマンに見出されて、エリート・モデル・マネジメントに紹介された。
3年間をフランスで過ごした。その間、フランス人イラストレーターと結婚したが、7年後に離婚した。
1983年にサン・バルテルミー島でビリー・ジョエルと知り合い交際を開始、同年のジョエルのシングル「アップタウン・ガール」のプロモーション・ビデオに出演した。
1998年、PLAYBOYの読者投票で20世紀最もセクシーな女性100人に選ばれた。

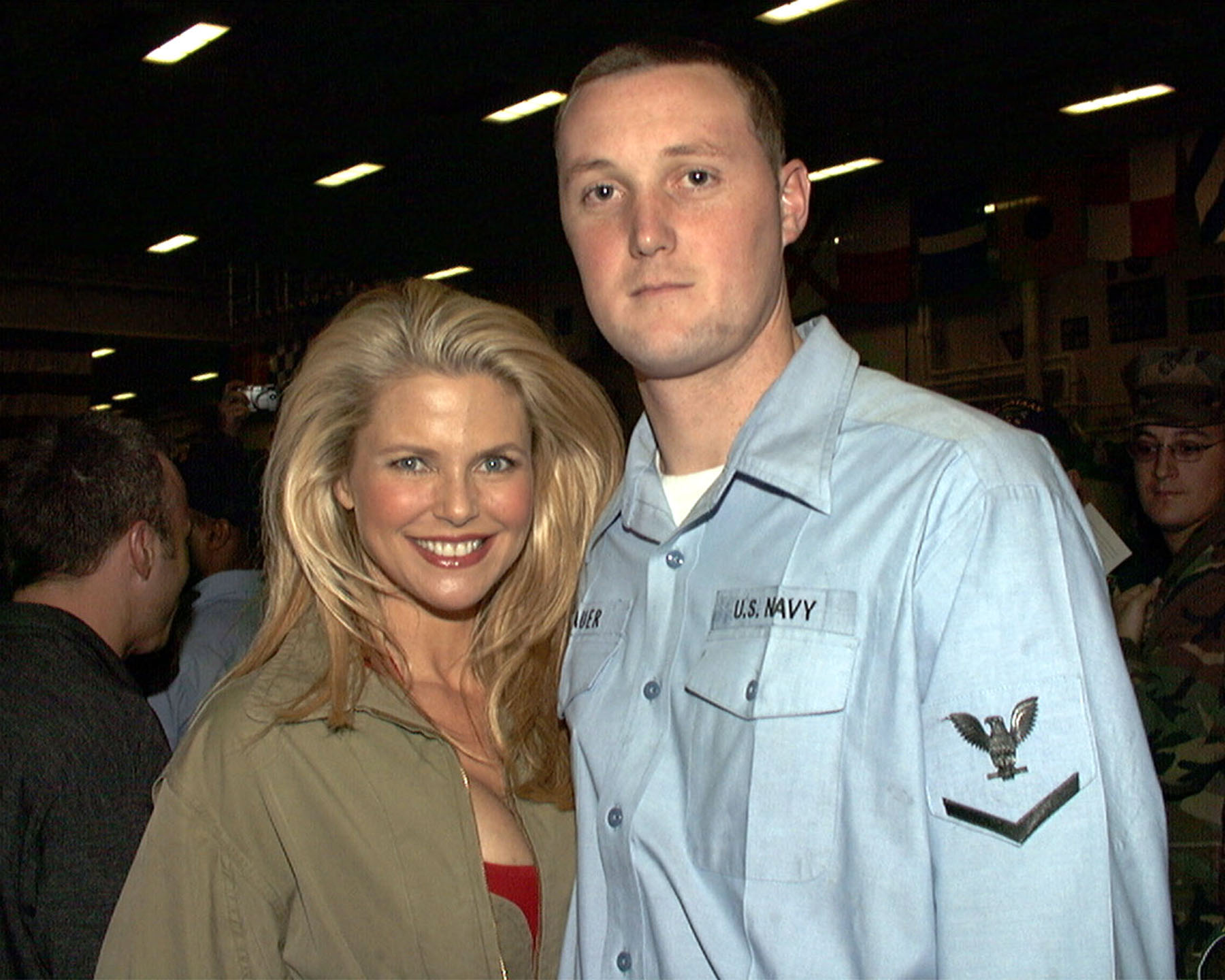
1999年のクリスマスにコソボを訪れたブリンクリー

ウィリアム・コーエン国防長官によるコソボへのクリスマスツアーなど、サライェヴォ、ボスニア、コソボ、マケドニア共和国、イタリアなどの基地、平和維持軍、空母、難民キャンプなどを慰問のため訪れている。
2011年、ミュージカル「シカゴ」で主役のロキシー・ハート役で、ブロードウェイデビューを果たした。同年、米国歳入庁から53万ドルを追徴課税された。

## 人物
13歳の時から菜食主義者である。
1973年、モロッコのラバト生まれのフランス人イラストレーターと結婚したが、1981年に離婚した。2人の間に子どもはいない。
1985年3月23日、ハドソン川に浮かべたヨット上で、ビリー・ジョエルと結婚、同年12月には長女アレクサ・レイ・ジョエルを産んだ。彼女は歌手になっている。
1994年、ジョエルと離婚した。同年12月22日、不動産デベロッパーのリチャード・トーブマンと結婚し、1995年6月2日に長男を産んだが同年離婚した。1996年9月21日、建築家のピーター・クックと結婚した。1998年7月2日、次女を産んだ。
クックとはその後、離婚訴訟が行われ、2008年7月、彼女は6000万ドルを手にすることとなり、クックにはわずか200万ドルが分与されることとなった。同年10月3日、2人は離婚した。